# جوستينا ججيولكا
جوستينا ججيولكا (بالبولندية: Justyna Jegiołka) مواليد 17 سبتمبر 1991 في أوبولي، بولندا، هي لاعبة كرة مضرب بولندية وتحتل حالياً المرتبة 497 (21 مارس 2016) في تصنيف رابطة محترفات كرة المضرب. أعلى تصنيف لها في الفردي كان 298. أعلى تصنيف لها في الزوجي كان 193.

## النهائيات

### الفردي (2–5)
| الحصيلة | الرقم | التاريخ        | الدورة                   | الأرضية | المنافس            | النتيجة            |
| ------- | ----- | -------------- | ------------------------ | ------- | ------------------ | ------------------ |
| الفوز   | 1.    | 14 أبريل 2008  | فويرتيفنتورا، إسبانيا    | سجاد    | ايرين رهبرجر بزكز  | 6–3, 6–2           |
| الفوز   | 2.    | 22 سبتمبر 2008 | فولوس، اليونان           | سجاد    | ميكا أربانتشيتش    | 6–4, 6–1           |
| الوصافة | 1.    | 7 سبتمبر 2009  | سراييفو، البوسنة والهرسك | ترابية  | زوزانا زلوشوفا     | 6–7(2–7), 6–4, 4–6 |
| الوصافة | 2.    | 26 أكتوبر 2009 | فولوس، اليونان           | سجاد    | جوليا جاسباري      | 6–7(2–7), 2–6      |
| الوصافة | 3.    | 2 مايو 2011    | إدنبرة، المملكة المتحدة  | ترابية  | أليسون فان يوتفانخ | 7–6(7–5), 4–6, 2–6 |
| الوصافة | 4.    | 23 يناير 2012  | قلمرية، البرتغال         | صلبة    | ألريكك إيكري       | 6–2, 5–7, 3–6      |
| الوصافة | 5.    | 16 مارس 2015   | أوسلو، النرويج           | صلبة    | بيمرا أوزجن        | 6–2, 3–6, 6–7(5–7) |

## روابط خارجية
- جوستينا ججيولكا على موقع رابطة محترفات التنس (الإنجليزية)
- جوستينا ججيولكا على موقع الاتحاد الدولي لكرة المضرب (الإنجليزية)
- جوستينا ججيولكا على موقع خلاصة التنس.كوم (الإنجليزية)